# 大气一号
大气一号又称大气环境监测卫星，是中国的一颗气象卫星，是中国首颗专门用于大气环境综合监测的人造卫星。于2022年4月16日发射。

## 主要功能
大气一号主要用于大气污染物监测，包括二氧化氮、二氧化硫、臭氧等污染气体，以及二氧化碳柱浓度的检测。卫星通过激光雷达的反射信号，反演全球大气中的二氧化碳柱浓度信息以及云和气溶胶的垂直分布信息，为生态环境等部门提供遥感数据支撑和支持全球气候变化科研。